# Vågsøy
Vågsøy este o comună din provincia Sogn og Fjordane, Norvegia.